# Calamagrostis mandoniana
Calamagrostis mandoniana är en gräsart som först beskrevs av Hugh Algernon Weddell, och fick sitt nu gällande namn av Pilg.. Calamagrostis mandoniana ingår i släktet rör, och familjen gräs.
Artens utbredningsområde är Bolivia. Inga underarter finns listade i Catalogue of Life.